# Olga Jaeger
Olga Jäger (* 24. Juni 1880 in Linz; † 8. September 1965 in Pressbaum) war eine österreichische Malerin und Kunstsammlerin.

## Leben und Wirken
Jäger besuchte den Aktkurs der Kunstschule Matthias May in Linz. Sie lebte und arbeitete in Linz. In der Zwischenkriegszeit gehörte sie der Künstlervereinigung MAERZ an. Die Künstlerin und ihr Werk blieben unbekannt.
1951 verlieh sie die Zeichnung Paar von Egon Schiele, die Zeichnung Zwei Liegende von Gustav Klimt, das Aquarell Junger Mann und das Ölgemälde Tote Stadt von Egon Schiele an die Neue Galerie Linz, heute Lentos Kunstmuseum Linz, wofür eine Übergabebestätigung von Walter Kasten existiert, die im Briefkopf die Neue Galerie und den Namen von Wolfgang Gurlitt  enthält.
Da die Bilder seit 1951 nicht mehr auffindbar sind, haben die Erben Anspruch auf Entschädigung angemeldet und gerichtlich durchgesetzt. Olga Jäger hatte ihren gesamten Nachlass an ihren Neffen Kurt Jäger, den Vater von Alfred, Johannes und Klaus Jäger vermacht. Dessen Erbin war seine Ehefrau, die 2004 verstarb und ihren Nachlass an ihre eben genannten Söhne vermachte.
Eines jener verschwundenen Bilder, um die die Stadt Linz seit Jahren mit den Erben einer Leihgeberin prozessiert, ist nun aufgetaucht. Eine 1977 pensionierte und im Dezember 2017 verstorbene Sekretärin hatte die Zeichnung „Zwei Liegende“ widerrechtlich besessen und letztwillig verfügt, sie nach ihrem Tod der Stadt zurückzugeben.
Einige ihrer Werke wurden an die Landesgalerie am Oberösterreichischen Landesmuseum übergeben.

## Ausstellungen
- 100 Jahre Maerz. Die Anfänge 1913 bis 1938. Nordico, Linz, 2013.